# Zálesie (Bratislava)
Zálesie (in ungherese Tőkésisziget) è un comune della Slovacchia facente parte del distretto di Senec, nella regione di Bratislava.